# Каппа Тельца
Каппа Тельца (Каппа Тельца; κ Тельца, Kappa Tauri, κ Tauri, сокращ. κ Tau, Kappa Tau) — оптически-двойная звезда в зодиакальном созвездии Тельца немного севернее Альдебарана. Даже в бинокль видно, что это две почти идентичные белые звезды, отдалённые друг от друга на угловое расстояние 5,66 минуту дуги. κ Тельца состоит из пары звёзд κ1 и κ2 имеющие видимые звёздные величины отличающиеся почти на величину: +4.22m и 5.24m, и, согласно шкале Бортля, самая слабая из них видна невооружённым глазом на засвеченном пригородном небе (англ. Bright suburban sky), а самая яркая видна невооружённым глазом на городском небе (англ. City sky). Оптически-двойные звёзды считаются парой звёзд с общим движением на основе их очень похожих параллаксов, лучевых скоростей и собственных движений, хотя никакого орбитального движения не наблюдается. Так как две звезды движутся в пространстве более или менее вместе, и предполагая, что они находятся на одинаковом расстоянии (что не очевидно), они должны находится на расстоянии 16 000 а. е., что подразумевает период в 900 000 лет и орбитальную скорость всего 0,6 км/с. Меры движения, однако, показывают относительную скорость в 4 км/с, что слишком велико для того, чтобы они были реальной парой учитывая гравитационные рывки других звёзд в скоплении Гиады, к которому оно вероятно принадлежит, за последние полмиллиарда лет. Даже с учётом ошибок наблюдений относительная скорость не может быть снижена достаточно сильно. Простая близость не достаточна для того, чтобы поверить, что оптически-двойная пара действительно является двойной звездой, то есть имеет гравитационную связь между звёздами.
Из измерений параллакса, полученных во время миссии Hipparcos известно, что звезды удалены примерно на 154±2 св. лет (47,2±0,5 пк) (κ1) и на 148±2 св. лет (45,4±0,7 пк) (κ2) от Земли. Звёзды наблюдается севернее 68° ю. ш., то есть видна практически на всей территории обитаемой Земли, за исключением приполярных областей Антарктиды. Лучшее время для наблюдения — ноябрь.
Обе звезды Каппа Тельца движутся довольно быстро относительно Солнца: их радиальная гелиоцентрическая скорость равна 40 км/с (для κ1 Тельца) и 32 км/с (для κ2 Тельца), что в 4 и 3,2 раза, соответвенно, больше скорости местных звёзд Галактического диска, а также это значит, что звезды удаляются от Солнца. Обе звезды  приближались к Солнцу на расстояние 88 св. лет 832 000 лет назад, когда они увеличивали свою яркость до величины 2,17m — κ1 (то есть звезда светила примерно как Денебола светит сейчас) и до величины 4,34m — κ2 (то есть звезда светила примерно как Эта Ворона светит сейчас). По небосводу звезды движутся на юго-восток.

## Имя звезды
Каппа Тельца, а соответственно и названия Каппа1 Тельца и Каппа2 Тельца, (латинизированный вариант лат. Kappa Tauri, а соответственно лат. Kappa1 Tauri и лат. Kappa2 Tauri) является обозначениями Байера, данные звёздам в 1603 году. Хотя звезда и имеет обозначение κ (Каппа — 10-я буква греческого алфавита), однако сами звезды — 18-я по яркости в созвездии (κ1 Тельца) и 61-я по яркости в созвездии (κ2 Тельца). 65 Тельца (латинизированный вариант лат. 65 Tauri) (κ1 Тельца) и 67 Тельца (латинизированный вариант лат. 67 Tauri) (κ2 Тельца), соответственно, являются обозначением Флемстида.
Вместе со звёздами φ, υ и χ они носили арабское имя Аль-Калбейн англ. Al Kalbain — «Две собаки». Согласно каталогу звёзд в «Техническом меморандуме 33-507 —  Сокращённый каталог звёзд, содержащий 537 названий звёзд» — «Аль Калбейн» был названием для пяти звёзд: φ как «Аль Калбейн I», χ как «Аль Калбейн II», звезды (κ2 и κ1) являются «Аль Калбейн III» и «Аль Калбейн IV», соответственно, а υ — «Аль Калбейн V».
В китайской астрономии звезда относится к созвездию Сеть, а в нём к астеризму 天街 (Tiān Jiē), англ. Celestial Street, что означает «Небесная Улица», состоящему из Каппа1 Тельца и Омега Тельца. Следовательно, сама Каппа1 Тельца известна как 天街一 (Tiān Jiē yī, англ. the First Star of Celestial Street) «Первая Звезда Небесной Улицы».
Обозначения компонентов как Каппа Тельца,Ab; AB, A,CD; AE, B,CD; BF и CD вытекают из конвенции, используемой Вашингтонским каталогом визуально-двойных звёзд (WDS) для звёздных систем, и принятого Международным астрономическим союзом (МАС).

## Каппа1Тельца
Каппа1 Тельца — судя по её спектральному классу A7IV-V является субгигантом спектрального класса A с признаками карликовости, что указывает на то, что водород в ядре звезды уже не служит ядерным «топливом», то есть звезда сходит с главной последовательности.
Масса звезды напрямую не измеряна, но Kaler приводит оценочную массу 2,2 {\displaystyle M_{\bigodot }}. Хотя возраст звезды напрямую не поморян, однако, в источниках часто указывается, что звезда принадлежит к рассеянному звёздному скоплению Гиады, которому 625 млн. лет. Поскольку звезда Каппа1 Тельца  заканчивает свою жизнь на главной последовательности, то это значит, что масса звезды была как минимум 2,65 {\displaystyle M_{\bigodot }}. Судя по её массе, звезда начала свою жизнь как карлик спектрального класса A0V. Тогда её радиус был 1,9 {\displaystyle R_{\bigodot }}, а эффективная температура была порядка 9750 К. Зная радиус и температуру звезды, используя закон Стефана — Больцмана можно выяснить, что её светимость тогда была порядка 30 {\displaystyle L_{\bigodot }}. Для того, чтобы планета, аналогичная нашей Земле, получала бы примерно столько же энергии, сколько она получает от Солнца, её надо было бы поместить на расстоянии 5,5 а. е., то есть почти на орбиту Юпитера. Причём с такого расстояния Каппа1 Тельца  выглядела бы на 62% меньше нашего Солнца, каким мы его видим с Земли — 0,19° (угловой диаметр нашего Солнца — 0,5°).
В настоящее время звезда расширилась и охладилась. Звезда излучает энергию со своей внешней атмосферы при эффективной температуре около 7847,67 К, что придаёт ей характерный бело-жёлтый цвет звезды спектрального класса A. Светимость звезды оценивается в 33,6 {\displaystyle L_{\bigodot }}.
В связи с большой светимостью звезды её радиус может быть измерен непосредственно, и такая попытка была сделана в 1922 году Данные об этом измерении приведены в таблице:
| Год  | m    | Спектр | D (mas) | Rабс ({\displaystyle R_{\bigodot }}) | Комм.  |
| 1922 | 4.36 | A3     | 0.80    | 1.4                                  | [ 29 ] |
| 1967 | 4.22 | A7V    | —       | 2.8                                  | [ 30 ] |
| 1967 | 4.22 | A7IV-V | 0.58    | —                                    | [ 31 ] |
| 1967 | 4.22 | A7V    | 0.43    | 1.1                                  | [ 32 ] |
| 1969 | 4.22 | A7V    | 0.61    | 1.8                                  | [ 33 ] |

Сейчас мы знаем, что радиус звезды должен быть 2,6 {\displaystyle R_{\bigodot }}, то есть первое измерения 1961 года было наиболее адекватным.
Скорость вращения у Каппа1 Тельца почти в 47 раз больше солнечной и равна 94 км/с, что даёт период вращения звезды — 1,438 дня и хотя скорость вращения довольно большая, но для горячих звёзд это не так быстро, их скорость может достигать 200-250 км/с.
Поскольку Каппа1 Тельца —  субгигант, то максимум через 100 млн. лет звезда станет красным гигантом, а затем, сбросив внешние оболочки, станет белым карликом.
Каппа1 Тельца демонстрирует лёгкую переменность: во время наблюдений яркость звезды немного колеблется, без какой-либо периодичности (скорее всего у звезды несколько периодов). Тип переменной определён как переменная типа Дельты Щита, которые меняют яркость на несколько процентов в течение нескольких часов (хотя вариации яркости недостаточно изучены).

## Каппа2Тельца
Каппа2 Тельца — карлик спектрального класса F0Vn то есть у звезды в спектре присутствуют диффузные линии (широкие и размытые), обусловленные быстрым вращением карликовой звезды. Также её спектральный класс указывает на то, что водород в ядре звезды служит ядерным «топливом», то есть звезда находится на главной последовательности.
Масса звезды напрямую не измерена, но у звёзд спектрального класса она F0Vn равна 1,41 {\displaystyle M_{\bigodot }}Таблицы VII и VIII. Kaler в своей работе даёт массу 1,8 {\displaystyle M_{\bigodot }}. Звезда излучает энергию со своей внешней атмосферы при эффективной температуре около 7400 К, что придаёт ей характерный жёло-белый цвет звезды спектрального класса F, также это значит что звезда несколько холоднее Каппа1 Тельца. Светимость звезды равна 11,8 {\displaystyle L_{\bigodot }}.
В связи с большой светимостью звезды её радиус может быть измерен непосредственно, и такая попытка была сделана в 1922 году Данные об этом измерении приведены в таблице:
| Год  | m    | Спектр | D (mas) | Rабс ({\displaystyle R_{\bigodot }}) | Комм.  |
| 1967 | 5.28 | A7V    | 0.34    | 1.3                                  | [ 36 ] |
| 1969 | 5.28 | A7V    | 0.49    | 1.8                                  | [ 37 ] |

Сейчас мы знаем, что радиус звезды должен быть 2,12 {\displaystyle R_{\bigodot }}, то есть последнее  измерение 1969 года было довольно адекватным, но не точным.
Скорость вращения у Каппа2 Тельца почти в 95,5 раз больше солнечной и равна 191 км/с , что даёт период вращения звезды — 0,577 дня. Основываясь на скорости вращения звезды, можно предположить, что звезде вряд ли больше 625 млн. лет. И хотя возраст звезды Каппа2 Тельца напрямую не измерен, но также известно, что звёзды с массой 1,41 {\displaystyle M_{\bigodot }} живут порядка 4,0 млрд. лет и это значит, вряд ли в ближайшие время Каппа2 Тельца  закончит свою жизнь, сбросит внешние оболочки, и станет довольно обычным белым карликом.
Каппа2 Тельца демонстрирует лёгкую переменность: во время наблюдений яркость звезды колеблется на 0.03m, изменяясь в пределах от 5.26m до 5.29m, без какой-либо периодичности (скорее всего у звезды несколько периодов), тип переменной — переменная звезда типа Дельты Щита.

## Тест общей теории относительности
Каппа Тельца была сфотографирован во время солнечного затмения 29 мая 1919 года экспедицией Артура Эддингтона и др. в Принсипи и на о. Собрал, Бразилия, которая подтвердила предсказание Альберта Эйнштейна о гравитационной линзе, роль которую будет играть Солнце и об отклонении света, проходящего около него, которая была предсказана Эйнштейном, исходя из его общей теории относительности, которую он опубликовал в 1915 году

## История изучения оптической кратности звезды
В 1836 году В. Я. Струве открыл, что Каппа Тельца, по-видимому, оптически-двойная звезда, то есть был открыт компонент AB, звёзды вошли в каталоги как STF 541. Затем в 1873 году была открыта двойная звезда CD, которая считалась «общей» для обеих звёзд и было непонятно к какой звезде её отнести и она вошла в каталоги как компонент A,CD и компонент B,CD. В 1909 году у звезды была открыты компоненты AE и BF. В 1974 году американский астроном Тейлор и др. методами спектроскопия открыл, что компонент A сам является двойной звездой и звезды вошли в каталоги как компоненты Aa и Ab.  Согласно Вашингтонскому каталогу визуально-двойных звёзд, параметры этих компонентов приведены в таблице:
| Компонент | Год  | Количество измерений | Позиционный угол | Угловое расстояние | Видимая звёздная величина компонента I | Видимая звёздная величина компонента II |
| Aa,Ab     | 1974 | —                    | —                | —                  | 5.20m                                  | —                                       |
| Aa,Ab     | 1993 | —                    | —                | —                  | 5.20m                                  | —                                       |
| AB        | 1836 | 34                   | 173°             | 339.1″             | 4.22m                                  | 5.29m                                   |
| AB        | 2016 | 34                   | 174°             | 339.4″             | 4.22m                                  | 5.29m                                   |
| A,CD      | 1873 | 6                    | 170°             | 183.7″             | 4.22m                                  | 10.59m                                  |
| A,CD      | 2013 | 6                    | 176°             | 177.6″             | 4.22m                                  | 10.59m                                  |
| AE        | 1909 | 5                    | 266°             | 135.5″             | 4.22m                                  | 13.08m                                  |
| AE        | 2014 | 5                    | 269°             | 146.5″             | 4.22m                                  | 13.08m                                  |
| B,CD      | 1873 | 6                    | 355°             | 157.0″             | 5.29m                                  | 9.50m                                   |
| B,CD      | 2014 | 6                    | 350°             | 163.3″             | 5.29m                                  | 9.50m                                   |
| BF        | 1909 | 5                    | 216°             | 106.9″             | 5.29m                                  | 13.70m                                  |
| BF        | 2014 | 5                    | 216°             | 108.3″             | 5.29m                                  | 13.70m                                  |
| CD        | 1873 | 22                   | 325°             | 5.0″               | 10.60m                                 | 10.00m                                  |
| CD        | 2016 | 22                   | 330°             | 5.3″               | 10.60m                                 | 10.00m                                  |

Обобщая все сведения о звезде, можно сказать, что система Каппа Тельца состоит из 2 компонент A и B, одна звезда 4-й, другая 5-й величины, находящиеся на угловом расстоянии, 339,4 секунд дуги. Нет сомнений в том, что обе звёзды принадлежат к скоплению Гиад, которое (на расстоянии 151 св. лет) распространяется довольно далеко за пределы головы небесного быка, что обычно недооценивается. Расстояние между звёздами, очень велико и оценивается в несколько световых лет, само значение находится в пределах, если учесть все ошибки измерения от 3,37 св. лет до 9,86 св. лет, на среднем расстоянии 6,62 св. лет (примерно). Отсюда можно сделать вывод, что звезды не являются гравитационно связанными, хотя возможно, они связаны общим происхождением из рассеянного звёздного скопления Гиад, а не просто случайно оказались в данной точке пространства.
Открытые в 1974 году компоненты Aa и Ab в дальнейшем пока не нашли независимого подтверждения и параметры их орбиты, а также малого спутника неизвестны. В то время как лунные покрытия (в которых Луна покрывает звезды) предполагают близких спутников к обеим звёздам.  О компонентах CD, AE, BF можно сказать следующее:
- компонент CD, по-видимому, является  двойной звездой и состоит из компонентов C, у которого известен каталожный номер CCDM J04254+2215C[40] и компонента D, у которого известен каталожный номер CCDM J04254+2215D[41];
- у компонента AE также известен каталожный номер CCDM J04254+2215E[42];
- у компонента BF также известен каталожный номер CCDM J04254+2215F[43][44].

Однако ни у одного из этих компонентов не известен ни параллакс, ни собственное движение. К сожалению, пока невозможно сказать  входят ли эти звезды в систему Каппа Тельца. Возможно, что эти слабые звезды являются гораздо более отдалёнными фоновыми звёздами.